# والبرتون
والبرتون (به انگلیسی: Walberton) یک روستا و محله مدنی در بریتانیا است که در Arun واقع شده‌است. والبرتون ۱۰٫۴۴ کیلومتر مربع مساحت و ۲٬۱۷۴ نفر جمعیت دارد.